# Ліпін В'ячеслав Миколайович
Ліпін В'ячеслав Миколайович (рос. Липин Вячеслав Николаевич; нар. 6 (18) грудня 1859 року, Петербург, Росія — пом. 19 грудня 1930 року, Ленінград, Росія) — російський і радянський металург, професор Петербурзького гірничого інституту, член-кореспондент АН СССР. У 1896 році організував у Росії виробництво спеціальних марок сталі, зокрема вольфрамової. Своїми роботами з дослідження впливу легуючих добавок сприяв створенню російської металургії якісних сталей. Автор книжки «Металургія чавуну, заліза і сталі», що стала першою оригінальною працею з металургії заліза у російській технічній літературі (з часів М. Ломоносова).

## Біографія
Народився 6 (18) грудня 1856 року у Петербурзі у сім'ї дворян. Закінчив вищу освіту у Петербурзькому гірничому інституті у 1881 році. Був понад рік за кордоном для вивчення металургійної справи. Повернувшись у Росію працював на Нижньо-Тагильських заводах Демидова для впровадження там мартенівського виробництва. 1885 року перейшов на роботу до Лисьвенських заводів Шувалова. У 1885—1889 роках був управителем Бисерським і Теплогорським гірськими заводами. 1890 року перейшов на посаду головного металурга і помічника директора Путилівського заводу в Петербурзі. Окрім основних обов'язків вів виробництво бронебійних снарядів на заводі. За власним проектом побудував Видлицький чавуноливарний завод в Олонецькій губернії. 1895 року захистив дисертацію на звання ад'юнкта гірничого інституту з металургії під назвою «Вплив міді на чавун, залізо і сталь». 1897 року був призначений екстраординарним професором гірничого інституту за працю «Де-які властивості молібденової сталі», а 1899 року став ординарним професором. У 1896 році на Путилівському заводі налагодив виробництво вольфрамової сталі, організував в Росії виробництво спеціальних марок сталі. Своїми роботами у 1885, 1897, 1902 роках з дослідження впливу легуючих добавок сприяв створенню російської металургії якісних сталей.
Після початку Першої світової війни у 1914 році на Путилівському заводі організував у відповідності до воєнних замовлень виробництво спеціальних сталей, налагодив виробництво бронебійних снарядів.
Після більшовицького перевороту співпрацював з сов'єцьким режимом. 1928 року став членом-кореспондентом АН СССР.
Автор низки журнальних статей, переважно у «Гірському журналі», і книжок. Його книжка «Металургія чавуну, заліза і сталі», I том якої вийшов друком 1904 року, II том — 1911 року, III том — 1926 року, була першим оригінальним курсом металургії заліза в Росії, до того в Росії існували лише книжки перекладені з інших мов.
Був нагороджений Орденом святої Анни I ступеню.

## Твори
- Заметки о некоторых металлургических производствах в Америке в 1900 г. — 1900.
- Металлургия чугуна, железа и стали. — 1904, 1911.